# Abraham Alcaíno Fernández
Abraham Alcaíno Fernández (1900-¿?) fue un ingeniero civil, agricultor y político chileno, miembro del Partido Radical (PS). Se desempeñó como ministro de Obras Públicas y Vías de Comunicación de su país, durante el gobierno del presidente Juan Antonio Ríos entre 1943 y 1944.

## Familia y estudios
Nació en Santiago de Chile en 1900, siendo uno de los ocho hijos del matrimonio conformado por Agustín Alcaíno Pérez de Arce y Paula Fernández Jaraquemada. Realizó sus estudios primarios en el Liceo Miguel Luis Amunátegui y los secundarios en el Liceo de Aplicación. Continuó los superiores en la Universidad de Chile, titulándose como ingeniero civil en 1917, con la tesis Trabajos sobre cálculo de un puente metálico; explotación del Ferrocarril de Curanilahue a Los Álamos y prolongación a la República Argentina; explotación de alcantarillado de Los Andes.
Se casó con Sara Silva Lateste, hija del político Juan Federico Silva, quien fuera regidor de la comuna de Cabildo entre 1897 y 1900, y de Melania Lateste. Con su cónyuge tuvo tres hijos: Sara Lucy, María y Raúl. Este último, también de profesión ingeniero civil, ejerció como alcalde de San Miguel entre 1975 y 1979, y se casó con Nieves Isabel Lihn Carrasco; con quien tuvo dos hijos, Valentina y Raúl, quien fue alcalde de Santiago entre 2004 y 2008.

## Carrera profesional y política
Comenzó su actividad profesional como ingeniero de la Dirección General de Obras Públicas (DGOP) y del Departamento de Caminos del Ministerio de Fomento, repartición gubernamental en la que además fue asesor técnico, planteando e iniciando el «Plan de Construcciones de Caminos».
En 1929, fue delegado por el gobierno de Chile al Congreso de Comunicaciones en México, y al año siguiente, delegado al 2.° Congreso Panamericano de Río de Janeiro, Brasil; así como también, delegado al Congreso de Carreteras de Cleveland, en Michigan, Estados Unidos. Desde ese año, también, ejerció como director de la filial chilena de The American Road Builders, empresa estadounidense dedicada a construcciones. Además, en ese país, publicó una obra denominada «Plan de Obras Públicas para la República de Chile» durante la segunda administración del presidente Carlos Ibáñez del Campo.
Desde 1939 hasta 1946, actuó como vicepresidente ejecutivo de la Caja de Habitación Popular, designado por los gobiernos de los presidentes Pedro Aguirre Cerda y Juan Antonio Ríos. En el ejercicio de ese puesto, en 1939 en representación de la Caja, fue delegado al 1.° Congreso Panamericano de la Vivienda, realizado en Buenos Aires, Argentina. Luego, se desempeñó como consejero de la Corporación de Fomento de la Producción (Corfo), y en el sector privado, asumió como vicepresidente de la Compañía de Seguros "La Provincia".
Militante del Partido Radical (PR), el 1 de septiembre de 1943, fue nombrado por el presidente Juan Antonio Ríos, también radical, como titular del Ministerio de Obras Públicas y Vías de Comunicación, función que dejó el 3 de octubre de 1944.
En 1946, viajó a Estados Unidos con el objetivo de estudiar métodos para solucionar el problema de la habitación en Chile.
Por otra parte, se dedicó a la agricultura, siendo dueño del fundo "Colihuacho", ubicado a orillas de la comuna de Lago Ranco. Fue miembro fundador de la Asociación de Ingenieros de Chile. Falleció en Santiago.